# Ogeche-Tupelobaum
Der Ogeche-Tupelobaum (Nyssa ogeche) ist eine Pflanzenart aus der Gattung der Tupelobäume (Nyssa). Seine Blütenpracht erlaubt die Gewinnung des Tupelohonigs. Diese Art wird oft kurz als Tupelobaum bezeichnet, jedoch gibt es noch weitere Arten in der Gattung. Der Ogeche-Tupelobaum wurde von William Bartram entlang des Ogeechee River in Georgia entdeckt.

## Beschreibung
Der schattentolerante Nyssa ogeche wächst als laubabwerfender kleiner Strauch oder als Baum bis zu 20 Meter hoch. Wenn der alte Stamm abstirbt, erfolgt ein Neuaustrieb aus dem Wurzelstock und führt zu einem dickichtartigen Bestand. Es werden Stammdurchmesser von 30 bis über 60 cm, selten bis zu 90 cm erreicht. Die dunkelbraune bis gräuliche Borke ist etwa 3 mm dick und rissig. Kleinere Wurzelanläufe kommen häufig vor.
Die wechselständigen und kurz gestielten Laubblätter sind einfach. Die 7–17 Zentimeter langen, unterseits helleren, fahlgrünen, ledrigen Blätter sind oberseits fast kahl und unterseits fein behaart bis fast kahl, spitz bis stumpf, teils stachelspitzig, sowie verkehrt-eiförmig bis elliptisch, lanzettlich, seltener eiförmig. Der Blattrand ist ganz bis manchmal grob gezähnt. Das im Sommer sattgrüne Laub nimmt eine spektakuläre Herbstfärbung von gelb über orangefarben bis rot und purpurfarben an.
Die Blütezeit reicht von Ende März bis Anfang Mai, nachdem die neuen Blätter voll entwickelt sind. Nyssa ogeche ist polygam-diözisch. Zum einen gibt es also Bäume mit zwittrigen und weiblichen Blüten und es gibt rein männliche Bäume mit nur männlichen Blüten. Die Blütenstandsstiele der Blütenstände sind behaart.
Die sehr kleinen Blüten mit doppelter Blütenhülle besitzen kleine, grünlich-gelbe, außen behaarte Kronblätter. Die männlichen, sitzenden Blüten mit becherförmigem behaartem Kelch stehen in kleinen Knäueln zusammen über einem 1,5 cm langen Blütenstandsstiel. Sie besitzen einen dicken Diskus und produzieren viel Nektar, deshalb werden viele Bienen angelockt. Die weiblichen und zwittrigen Blüten stehen meist einzeln oder zu zweit an kurzen, 1,5 mm langen, verholzten Blütenstielen. Sie besitzen einen wolligen, becherförmigen Kelch, einen unterständigen Fruchtknoten und einen dicken, leicht abgebogenen, oben abgeknickten Griffel mit auslaufender Narbe sowie einen Diskus, die noch auf der Frucht vorhanden sind.
Die kleine, rote oder gelb-rote bis -orange, glatte, ellipsoide bis verkehrt-eiförmige, meist ein- bis zweisamige Steinfrucht ist etwa 2,5 bis 3,5 cm lang. Sie besitzt ein sehr saures Fruchtfleisch und ist essbar. Der helle, rippige bis flügelige, ein- bis zweisamige Steinkern ist etwa 2,5 cm lang. Die Frucht reift im Juli und August, verbleibt aber am Baum bis November und Dezember, wenn die Blätter schon gefallen sind.

## Vorkommen

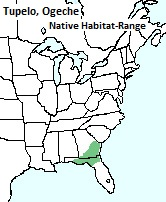
Verbreitung von Nyssa ogeche

Nyssa ogeche wächst in den Sümpfen und Flusstälern South Carolinas, Floridas und einem kleinen Gebiet in Georgia sowie in Alabama.
Eines der Hauptverbreitungsgebiete in den Vereinigten Staaten ist die sogenannte Forgotten Coast im Florida Panhandle, und zwar dort entlang der Flüsse Apalachicola, Chipola, Choctawhatchee, und Ochlocknee.

## Tupelo-Honig
Im Frühling trägt der Baum viele Blüten und erfüllt den Sumpf dort mit einem schweren süß-aromatischen Duft.
Seit Anfang des 20. Jahrhunderts wird dort von etwa 100 Imker-Familienbetrieben mit Hilfe der Westlichen Honigbiene ein sortenreiner Honig, der „Tupelohonig“, gewonnen. Dieser Honig ist seit 2016 der Staatshonig von Florida. Die Bienenvölker werden auf eigens gebauten Stegen über der Wasseroberfläche aufgestellt. Die Bienenvölker werden mittels elektrischer Schutzzäune gegen die im Gebiet streunenden Schwarzbären gesichert.
Der Honig verbindet Süße mit einem schweren würzigen Aroma. Seine Farbe ist Hellgold mit grünlichem Schimmer. Der reine Honig hat doppelt so viel Fruchtzucker (46 %) wie Traubenzucker (23 %). Er kandiert deshalb nicht. Von der Konsistenz ähnelt er Robinienhonig.
Neben lokalem Absatz in den Städten Wewahitchka, Loxahatchee, Chattahoochee und bis Tallahassee wird der Honig als Spezialität US-weit verkauft und ist besonders von Metherstellern gesucht.

## Kunst

### Buch
- Holley Bishop: Robbing Bees. 2005. Der Roman der New Yorker Autorin porträtiert den Imker Donald Smiley aus Wewahitchka.

### Musik
Der Honig wird besungen mit dem Lied Tupelo Honey von Van Morrison, gleichzeitig Namensgeber für das Album, auf dem der Song erschien.

### Film
Das Familiendrama Ulee’s Gold mit Peter Fonda wurde in der Traditionsimkerei Lanier in Wewahitchka gedreht. Im Abspann erklingt Van Morrisons Song Tupelo Honey.

## Quelle
- E. R. Root: Das Gold von der „Vergessenen Küste“. Von Bienen, Bäumen und Booten. in ADIZ, Allgemeine Deutsche Imkerzeitung, September 2008, S. 24–26.
- Susan Kossuth, Robert L. Scheer: Ogeechee Tupelo, Nyssa ogeche Bartr. ex Marsh. online.
- Edward F. Gilman, Dennis G. Watson: Datenblatt zu Ogeechee Tupelo, Nyssa ogeche (PDF).
- Nyssa ogeche in Flora of North America, Vol. 12.